# Петрович (торговая сеть)
Строительный торговый дом «Петрович» — российская компания, специализирующаяся на розничной и оптовой торговле строительными материалами. 20 строительно-торговых центров (включают в себя торговый зал от 3000 м². и склады хранения) открыты в Северо-Западном и Центральном федеральных округах Российской Федерации.

## История
Компания основана Андрианом Мельниковым и Александром Берёзкиным в 1995 году под названием «Петрокон». Первоначально основным видом деятельности компании была фасовка цемента производства цементного завода в Пикалёво. В тот же год состоялось открытие первой базы на Сабировской улице (позже база была переведена на Полевую Сабировскую улицу, д. 50). В 1996 году состоялось открытие второй торговой базы на Черниговской улице, которая в следующем году была переведена на Рощинскую улицу, д. 20а.
В 1998 году компания была переименована в ООО «Строительный торговый дом „Петрович“». В том же году, несмотря на экономический кризис, на базе «Рощинская» запущено производство пергамина. В 1999 году состоялось открытие третьей торговой базы в Уманском переулке, д. 75. В 2000 году компания продолжила наращивать свои производственные мощности, открыв площадку по выпуску арматурной и кладочной сетки в Грузовом проезде. В июне 2001 года была открыта торговая база на улице Салова, д. 46/48.
В 2002 году в состав холдинга вошло производственное подразделение по выпуску сухого фракционированного песка. В 2003 году запущено производство железобетонных колец, а в августе был официально зарегистрирован товарный знак «Петрович», в декабре собственное производство пополнилось площадкой для производства сухих строительных смесей «Петролит». В 2004 году была открыта собственная металлобаза на Парнасе. В том же году была открыта торговая база на Таллинском шоссе, д. 131, и первого супермаркета Cash&Carry на улице Салова, д. 46/48. В 2005 году открыты базы на проспекте Косыгина, д. 5, и в 3-м Верхнем переулке, д. 16.
В 2006 году состоялось открытие второго строительно-торгового центра Cash&Carry на Таллинском шоссе, д. 131. В декабре компания получила международный сертификат качества на соответствие стандарту ISO 9001. В 2007 году открыт торговый центр на Московском шоссе и третий супермаркет Cash&Carry на Парнасе. В этом же году ООО «СТД „Петрович“» стал официальным партнёром «ФК Зенит». В 2008 году торговый центр с Уманского переулка, д. 75, перемещен на Индустриальный проспект.
В 2008 году компания начала развитие региональной сети и открыла торговые центры в Выборге и на Мурманском шоссе. В 2009 году компания открыла второй региональный торговый центр в Великом Новгороде; в июле была запущена услуга по прокату строительного оборудования. В апреле 2011 года был открыт строительно-торговый центр в Луге, в мае — в Кингисеппе. В октябре произошло открытие первого распределительного центра в Санкт-Петербурге. В 2012 году открылся супермаркет на Планерной улице, д. 15В. В декабре 2012 года состоялось открытие строительно-торгового центра в Петрозаводске. В 2014 году состоялось открытие первого строительно-торгового центра в Центральном федеральном округе РФ — в Твери, в 2015 году — в Москве, на Илимской улице, д. 1Б.
По итогам 2013—2015 годов «Петрович» занял 4-е место в России среди компаний, торгующих строительными материалами, и стал крупнейшей из российских DIY-сетей с оборотом в 20 млрд рублей. В 2016 году открылся первый строительно-торговый центр в Московской области — в Балашихе, на шоссе Энтузиастов, д. 11А, а в 2017 году — второй — в Красногорске, на 26-м километре Новорижского шоссе.
В 2016 году в Колпино был открыт завод по производству сухих строительных смесей.
В 2019 году компания запустила экосистему «Петрович. Дом», которая закрывает потребности клиента на всех этапах строительства и ремонта — от выбора готового дизайна до завершения всех отделочных работ, а также медиаблог «Петрович. Знает» с полезными инструкциями и экспертными материалами.
В 2020 году «Петрович» был назван лучшей службой доставки Санкт-Петербурга в городской премии «Фонтанка.ру — Признание и Влияние».
По итогам 2021 года «Петрович» вошел в топ-200 крупнейших компаний по выручке в рейтинге РБК-500, а также в топ-10 крупнейших интернет-магазинов страны по данным аналитического агентства Data Insight. 
С 2022 года компания ежегодно проводит Всероссийский Строительный Конгресс «Создание» в Москве, участие в котором принимают крупнейшие игроки строительного рынка страны. В этом же году была создана организация «Петрович-Тех» как отдельная ИТ-компания, в которой работает более 200 сотрудников.
С 2022 года «Петрович» начинает развивать ecom-франшизу в сотрудничестве с региональными DIY-сетями, с 2023 года запускает новый формат мини-магазинов «Петрович Рядом». По итогам 2022 года, «Петрович» доставляет товары в 630 городов России.
В 2023 году компания «Петрович» приобрела два офисных объекта на 30 тысяч м². и площадку площадью 35 тысяч м². под строительство ещё одного здания, которые ранее принадлежали JetBrains.
В 2023 году «Петрович» запустил производство и продажу краски, облицовочной плитки и керамогранита под собственной торговой маркой.
В 2024 году «Петрович» планирует расширение присутствия в центральной части России. Компания ведёт проектирование двух строительно-торговых центов в Москве (на Боровском и Можайском шоссе). Также по заказу сети строится распределительный центр вблизи города Домодедово.
К 2024 году «Петровичу» принадлежит сеть из 20 торгово-строительных центров в Москве, Санкт-Петербурге, Северо-Западном и Центральном федеральных округах, а также площадки по производству металлоконструкций, сухих строительных смесей и 4 распределительных центра.
По данным на май 2025 года у сети 43 магазина по всей России, есть собственная металлобаза, производственные площади и распределительные центры.

## Финансовые показатели
В 2022 году выручка компании составила 119 млрд рублей без учёта НДС. 
В 2023 году оборот группы компаний «Петрович» составил 160 млрд рублей, из них на ООО «СТД „Петрович“» приходятся 125 млрд. Доля дистанционных продаж составила 73 %.
По итогам 2024 года выручка СТД «Петрович» составила 181 млрд рублей с НДС, а общий объем оборота товаров (GMV) достиг 190,1 млрд руб..